# Univerzita La Laguna
Univerzita La Laguna (Universidad de La Laguna, zkratka ULL) je nejstarší vysokoškolská instituace působící na Kanárských ostrovech. Sídlí ve městě San Cristóbal de La Laguna, některá její externí pracoviště či kampusy se však nacházejí v různých částech souostroví.
Počátky vysokého školství v San Cristóbalu se datují do roku 1701, kdy bylo zdejšímu augustiniánskému konventu a škole skrze papežskou bulu uznáno právo udělovat vysokoškolské tituly v oborech filosofie, umění a teologie. Univerzita La Laguna navazující na augustiniánské školství byla založena oficiálně v roce 1927, následně v roce 1989 došlo k její reorganizaci. V současnosti zde studuje přibližně 23 000 studentů na 7 fakultách a 3 odborných školách.